# رندولف (ماساچوست)
رندولف، ماساچوست
رندولف(به انگلیسی: Randolph) شهری در شهرستان نورفولک ایالت ماساچوست می‌باشد که در سال ۱۷۹۳ بنیان‌گذاری شده‌است. این شهر در سرشماری سال ۲۰۱۰ میلادی، ۳۲٬۱۱۲ نفر جمعیت داشته‌است.